# Sistema endomembranoso

Sistema endomembranoso in una cellula eucariota

Il sistema endomembranoso è un insieme di membrane presenti nel citoplasma delle cellule eucariote. Esso comprende la membrana cellulare e tutta una serie di organuli che includono l'involucro nucleare, il reticolo endoplasmatico, l'apparato del Golgi, i lisosomi, le vescicole e i vacuoli. Tutte queste strutture interagiscono fra loro e svolgono principalmente la funzione di produrre lipidi, enzimi e proteine destinati a essere secreti o a comporre la membrana cellulare. Non fanno parte del sistema endomembranoso né i mitocondri né i plastidi.

## Descrizione
Gli organuli del sistema endomembranoso sono collegati fra loro attraverso il contatto diretto o tramite il trasferimento di segmenti di membrana sotto forma di vescicole. Nonostante queste relazioni, le varie membrane possiedono struttura e funzione differente. Lo spessore, la composizione molecolare, e il comportamento metabolico di una membrana non sono fissi, ma possono essere modificati diverse volte durante l'arco di vita della membrana. Una caratteristica che le membrane possiedono in comune è la presenza di un doppio strato lipidico, con proteine legate a ciascun lato di esse o che le attraversano.
Sulla base di un modello teorico, il sistema endomembranoso si sarebbe originato dalle vescicole della membrana esterna dei batteri, da cui si ebbe la formazione dei mitocondri secondo la teoria endosimbiontica, che all'interno del citosol delle prime cellule eucariote si fusero tra di loro o con la membrana cellulare dell'ospite.

## Composizione

### Membrana cellulare
La membrana cellulare è lo strato più esterno che delimita le cellule; nei vegetali e nei batteri essa viene rivestita da due differenti tipi di pareti (rispettivamente, parete cellulare e parete batterica). È costituita da un doppio strato fosfolipidico che le conferisce proprietà anfipatiche, e contiene al suo interno e su ciascun lato diverse proteine che svolgono una funzione specifica.
La membrana cellulare svolge principalmente la funzione di regolare il flusso di ioni e sostanze verso l'interno e l'esterno della cellula. Ciò può avvenire attraverso il trasporto passivo, come nel caso della diffusione e dell'osmosi, o tramite il trasporto attivo che richiede il compimento di lavoro sfruttando l'ATP. Inoltre, sulla membrana cellulare sono presenti vari enzimi che catalizzano le reazioni chimiche, recettori usati nella trasduzione del segnale, glicoproteine implicate nel riconoscimento cellula-cellula, altre proteine coinvolte nelle giunzioni occludenti e in quelle comunicanti, e infine la membrana permette anche di mettere in comunicazione il citoscheletro con la matrice extracellulare.

### Involucro nucleare
L'involucro nucleare è una doppia membrana che racchiude il nucleo in cui è contenuto il materiale genetico organizzato sotto forma di cromatina. Le due membrane sono formate da un doppio strato lipidico e sono attraversate da pori che regolano il flusso in entrata e uscita di proteine, RNA, e grandi complessi di macromolecole. La parte dell'involucro rivolta verso il nucleo (interna) è rivestita dalla lamina nucleare, una rete di proteine filamentose che fornisce il supporto meccanico necessario per il mantenimento della forma del nucleo stesso.

### Reticolo endoplasmatico
Il reticolo endoplasmatico è una rete estesa di membrane formate da una serie di tubuli e sacche chiamate cisterne. Il compartimento interno del reticolo endoplasmatico (lume) è separato dal citosol da una membrana che è continua con l'involucro nucleare.
In base alla diversa struttura e funzione, si distinguono il reticolo endoplasmatico liscio e il reticolo endoplasmatico rugoso. Il reticolo endoplasmatico liscio interviene in differenti processi metabolici che includono la sintesi dei lipidi, il metabolismo dei glucidi, la detossificazione di molecole esogene, e l'immagazzinamento di ioni calcio. Il reticolo endoplasmatico rugoso, così chiamato a causa della presenza di ribosomi sulla sua superficie esterna, è principalmente implicato nella sintesi proteica. Le proteine secretorie escono dal reticolo endoplasmatico trasportate da vescicole originatesi da una particolare zona definita reticolo endoplasmatico transizionale. Il reticolo endoplasmatico rugoso è importante anche per la produzione delle membrane dell'intera cellula.

### Apparato del Golgi
L'apparato del Golgi modifica e immagazzina molecole prodotte altrove, come le glicoproteine provenienti dal reticolo endoplasmatico che subiscono la modifica della porzione glucidica, oltre a essere lui stesso in grado di sintetizzare alcune macromolecole quali le pectine e altri polisaccaridi non cellulosici delle cellule vegetali. È formato da un insieme di sacche membranose appiattite che variano di spessore e composizione a seconda della direzionalità: la faccia cis dell'apparato del Golgi è solitamente disposta vicino al reticolo endoplasmatico, ricevendo da quest'ultimo le vescicole contenenti il materiale lì prodotto le quali fondendosi con la membrana dell'apparato del Golgi permettono il trasferimento dei composti fra le due strutture; la faccia trans, situata sul lato opposto, a sua volta genera le vescicole contenenti le sostanze che abbandonano l'apparato del Golgi dirette verso altri siti.

### Lisosomi
I lisosomi sono organuli contenenti enzimi idrolitici utilizzati dalle cellule per scindere le macromolecole. Affinché questi enzimi possano svolgere la loro attività in modo ottimale, all'interno dei lisosomi è presente un pH acido. I lisosomi intervengono nella fagocitosi "digerendo" il materiale inglobato nella cellula dall'esterno, mentre attraverso l'autofagia permettono di riciclare la materia organica contenuta in organuli danneggiati o in piccole quantità di citosol consentendo così alla cellula di rinnovarsi.

### Vescicole
Le vescicole sono piccole membrane che contengono al loro interno le molecole che devono essere trasferite fra i vari compartimenti cellulari. Vengono generate principalmente nel reticolo endoplasmatico per poi passare nella faccia cis dell'apparato del Golgi, e infine lasciano quest'ultimo dirigendosi in vari siti. Il loro contenuto viene rilasciato in seguito alla fusione delle membrane; nel caso delle proteine secrete, la vescicola si fonde con la membrana cellulare rilasciando le sostanze all'esterno.

### Vacuoli
I vacuoli sono membrane simili alle vescicole ma più grandi, oltre a svolgere svariate funzioni. In generale sono sfruttati dalla cellula per immagazzinare varie sostanze: i vacuoli alimentari contengono le sostanze nutritive ricavate con la fagocitosi, allo stesso modo i liquidi assunti tramite la pinocitosi penetrano nella cellula all'interno di vacuoli, nelle piante vacuoli più piccoli possono essere utilizzati come riserve metaboliche di composti organici oppure possono contenere sostanze velenose o sgradevole usate per difendersi contro gli erbivori, nelle piante e nei funghi gli enzimi idrolitici presenti all'interno di certi vacuoli svolgono un'azione simile a quella dei lisosomi nelle cellule animali. I vacuoli contrattili sono caratteristici di organismi eucarioti unicellulari che vivono in acqua dolce, come il paramecio, e permettono loro di espellere l'eccesso di acqua penetrato nella cellula per osmosi. Molto importante è nei vegetali il cosiddetto vacuolo centrale, grosso vacuolo che occupa gran parte della cellula vegetale e che contiene una soluzione acquosa di ioni inorganici definita linfa cellulare, oltre ad assicurare la pressione di turgore che garantisce lo stato di salute della cellula stessa.

## Interconnessione del sistema endomembranoso
Il sistema endomembranoso è un insieme interconnesso e comunicante di membrane situate all'interno di una cellula eucariota. L'involucro nucleare è connesso al reticolo endoplasmatico rugoso che a sua volta è continuo con il reticolo endoplasmatico liscio. Dai pori che si estendono sulla superficie dell'involucro nucleare vengono emessi l'mRNA e i complessi proteine-mRNA che costituiscono le subunità dei ribosomi che verranno assemblati "liberi" nel citosol oppure legati al reticolo endoplasmatico formando il reticolo endoplasmatico rugoso. Quest'ultimo sintetizza le proteine destinate ad essere inserite nelle membrane, mentre il reticolo endoplasmatico liscio produce la componente lipidica. Dal reticolo endoplasmatico si distaccano quindi delle vescicole che trasportano i prodotti verso la faccia cis dell'apparato del Golgi che, oltre ad operare alcune modifiche della struttura chimica dei materiali, forma i lisosomi e tutta una serie di vescicole e vacuoli. Infine, le vescicole contenenti i lipidi e le proteine si fondono con la membrana cellulare rilasciandovi i loro rispettivi contenuti; le proteine secretorie vengono invece espulse fuori dalla cellula.